# Ponderano
Ponderano är en ort och kommun i provinsen Biella i regionen Piemonte i Italien. Kommunen hade 3 784 invånare (2018).